# Association Sportive de Saint-Étienne Loire 2018-2019 (femminile)
Questa voce raccoglie le informazioni riguardanti la squadra femminile dell'Association Sportive de Saint-Étienne Loire nelle competizioni ufficiali della stagione 2018-2019.

## Divise e sponsor
La grafica è la stessa adottata dal Saint-Étienne maschile. Lo sponsor tecnico, forniture delle tenute da gioco, è Le Coq sportif.
| Casa | Trasferta | 3ª divisa |

## Organigramma societario
Tratti dal sito societario
Area tecnica
- Allenatore: Jérôme Bonnet
- Vice allenatori: Sandy Guérin, Hervé Faure
- Preparatore dei portieri: Florent Guillaud
- Preparatore atletico: Pierre-Hugues Igonin
- Medico sociale: Rémi Philippot
- Fisioterapisti: Gaëtan Chambost, Antoine, Saumet

## Rosa
Rosa, ruoli e numeri di maglia tratti dal sito ufficiale, aggiornata al 7 ottobre 2018, integrata dal sito Footofeminin.fr
| N. |                        | Ruolo | Calciatrice           |
| -- | ---------------------- | ----- | --------------------- |
| 1  | Stati Uniti (bandiera) | P     | Mallory Geurts        |
| 2  | Francia (bandiera)     | D     | Fleurestine Jaffrelot |
| 4  | Francia (bandiera)     | D     | Julie Marichaud       |
| 5  | Francia (bandiera)     | D     | Maeva Bernard         |
| 6  | Francia (bandiera)     | C     | Aude Moreau           |
| 7  | Francia (bandiera)     | C     | Laura Condon          |
| 8  | Francia (bandiera)     | C     | Candice Gherbi        |
| 9  | Francia (bandiera)     | A     | Melody Lapierre       |
| 10 | Francia (bandiera)     | C     | Myriam Zanoubi        |
| 11 | Francia (bandiera)     | A     | Audrey Chaumette      |
| 14 | Francia (bandiera)     | A     | Anaïs Ribeyra         |
| 14 | Stati Uniti (bandiera) | A     | Courtney Strode       |
| 15 | Francia (bandiera)     | C     | Ninon Blanchard       |
| 16 | Francia (bandiera)     | P     | Charline Favier       |

| N. |                    | Ruolo | Calciatrice              |
| -- | ------------------ | ----- | ------------------------ |
| 18 | Francia (bandiera) | A     | Marine Cochelin          |
| 19 | Francia (bandiera) | A     | Malaury Craff            |
| 20 | Francia (bandiera) | D     | Morgane Courteille       |
| 21 | Francia (bandiera) | D     | Lou Méry                 |
| 22 | Francia (bandiera) | D     | Charlotte Bruère-Clément |
| 24 | Francia (bandiera) | D     | Coralie Digonnet         |
| 25 | Francia (bandiera) | D     | Morgane Martins          |
| 26 | Francia (bandiera) | D     | Charlotte Gauvin         |
| 27 | Francia (bandiera) | C     | Marion Blanc-Gonnet      |
| 29 | Francia (bandiera) | A     | Kelly Gago               |
| 30 | Francia (bandiera) | P     | Laura Suchère            |
| 31 | Francia (bandiera) | C     | Glawdys Debbache         |
| 32 | Francia (bandiera) | C     | Manon Grimaud            |

## Calciomercato

### Sessione estiva
| Acquisti | Acquisti | Acquisti | Acquisti |
| R.       | Nome     | da       | Modalità |
| -------- | -------- | -------- | -------- |
|          |          |          |          |

| Cessioni | Cessioni      | Cessioni | Cessioni |
| R.       | Nome          | a        | Modalità |
| -------- | ------------- | -------- | -------- |
| P        | Mylène Chavas | Digione  |          |

### Sessione invernale
| Acquisti | Acquisti        | Acquisti   | Acquisti |
| R.       | Nome            | da         | Modalità |
| -------- | --------------- | ---------- | -------- |
| A        | Courtney Strode | KIF Örebro |          |

| Cessioni | Cessioni      | Cessioni       | Cessioni |
| R.       | Nome          | a              | Modalità |
| -------- | ------------- | -------------- | -------- |
| A        | Anaïs Ribeyra | Stade brestois | [ 5 ]    |

## Risultati

### Coppa di Francia
| 25 novembre 2018, ore --:-- CET 1º turno federale | Genas Azieu | – | Saint-Étienne |  |

| Strasburgo 16 dicembre 2019, ore 14:30 CET 2º turno federale | ASPV Strasburgo | 1 – 1 referto | Saint-Étienne | Stadio Emile Stahl |

## Statistiche

### Statistiche di squadra
| Competizione     | Punti | In casa | In casa | In casa | In casa | In casa | In casa | In trasferta | In trasferta | In trasferta | In trasferta | In trasferta | In trasferta | Totale | Totale | Totale | Totale | Totale | Totale | DR  |
| Competizione     | Punti | G       | V       | N       | P       | Gf      | Gs      | G            | V            | N            | P            | Gf           | Gs           | G      | V      | N      | P      | Gf     | Gs     | DR  |
| ---------------- | ----- | ------- | ------- | ------- | ------- | ------- | ------- | ------------ | ------------ | ------------ | ------------ | ------------ | ------------ | ------ | ------ | ------ | ------ | ------ | ------ | --- |
| Division 2       | 56    | 12      | 10      | 2       | 0       | 25      | 8       | 12           | 7            | 3            | 2            | 33           | 11           | 24     | 17     | 5      | 2      | 58     | 19     | +39 |
| Coppa di Francia | -     | -       | -       | -       | -       | -       | -       | 2            | 1            | 1            | 0            | .            | .            | 2      | 1      | 1      | 0      | .      | .      | .   |
| Totale           | -     | 12      | 10      | 2       | 0       | 25      | 8       | 14           | 8            | 4            | 2            | .            | .            | 26     | 18     | 6      | 2      | .      | .      | .   |

### Andamento in campionato
| Giornata  | 1 | 2 | 3 | 4 | 5 | 6 | 7 | 8 | 9 | 10 | 11 | 12 | 13 | 14 | 15 | 16 | 17 | 18 | 19 | 20 | 21 | 22 | 23 | 24 | 25 | 26 |
| --------- | - | - | - | - | - | - | - | - | - | -- | -- | -- | -- | -- | -- | -- | -- | -- | -- | -- | -- | -- | -- | -- | -- | -- |
| Luogo     | C | T | C | T | C | T | R | C | C | C  | T  | C  | T  | C  | T  | C  | T  | C  | R  | T  | T  | T  | C  | T  | C  | T  |
| Risultato | N | P | N | V | V | V | - | V | V | V  | V  | V  | P  | V  | V  | V  | V  | V  | -  | N  | V  | N  | V  | N  | V  | V  |
| Posizione | 7 | 8 | 8 | 6 | 5 | 4 | 5 | 3 | 3 | 3  | 3  | 3  | 4  | 3  | 2  | 1  | 1  | 1  | 1  | 1  | 1  | 1  | 1  | 2  | 2  | 2  |

Legenda:

Luogo: C = Casa; T = Trasferta. Risultato: V = Vittoria; N = Pareggio; P = Sconfitta.

### Statistiche delle giocatrici
| Giocatore       | Division 2 | Division 2 | Division 2  | Division 2 | Coppa di Francia | Coppa di Francia | Coppa di Francia | Coppa di Francia | Totale   | Totale | Totale      | Totale     |
| Giocatore       | Presenze   | Reti       | Ammonizioni | Espulsioni | Presenze         | Reti             | Ammonizioni      | Espulsioni       | Presenze | Reti   | Ammonizioni | Espulsioni |
| --------------- | ---------- | ---------- | ----------- | ---------- | ---------------- | ---------------- | ---------------- | ---------------- | -------- | ------ | ----------- | ---------- |
| M. Blanc Gonnet | 18         | 2          | 0           | 0          | ?                | ?                | ?                | ?                | 18+      | 2+     | 0+          | 0+         |
| N. Blanchard    | 16         | 0          | 1           | 0          | ?                | ?                | ?                | ?                | 16+      | 0+     | 1+          | 0+         |
| A. Chaumette    | 24         | 6          | 3           | 0          | ?                | ?                | ?                | ?                | 24+      | 6+     | 3+          | 0+         |
| M. Cochelin     | 18         | 2          | 0           | 0          | ?                | ?                | ?                | ?                | 18+      | 2+     | 0+          | 0+         |
| M. Colasante    | 13         | 0          | 0           | 0          | ?                | ?                | ?                | ?                | 13+      | 0+     | 0+          | 0+         |
| L. Condon       | 22         | 4          | 5           | 0          | ?                | ?                | ?                | ?                | 22+      | 4+     | 5+          | 0+         |
| K. Gago         | 23         | 20         | ?           | ?          | ?                | ?                | ?                | ?                | 23+      | 20+    | ?           | ?          |
| J. Marichaud    | 17         | 15         | 0           | 0          | ?                | ?                | ?                | ?                | 17+      | 15+    | 0+          | 0+         |
| C. Strode       | 11         | 7          | 0           | 0          | -                | -                | -                | -                | 11       | 7      | 0           | 0          |